# 2015年蓋提夫清真寺爆炸案
2015年蓋提夫清真寺爆炸案，是指發生於2015年5月22日，於沙烏地阿拉伯東部省蓋提夫市的自殺攻擊爆炸案。一名自殺炸彈客衝入了艾卡迪村（al-Qadeeh）阿里教長（Imam Ali）清真寺引爆炸彈。當時正在舉行禮拜儀式，有超過150人在寺內祈禱，導致至少21人死亡。案發後，伊斯蘭國已聲稱為本起爆炸案的主謀。

## 背景
據統計，在沙烏地阿拉伯的什葉派穆斯林約占該國公民總數的14%至15%，其餘為遜尼派。這些什葉派穆斯林主要居住在沙國石油豐富的東部地區，而在沙國佔主導地位的則是遜尼派的支派瓦哈比派。瓦哈比派掌控了國家的教育、法院、宗教等機構，認為什葉派不是真正的穆斯林，因此在該國的什葉派穆斯林受到嚴重歧視。
根據人权观察組織在2009年的報告，在沙國的什葉派穆斯林於教育、司法、宗教，甚至於就業各方面都承受著長期與系統性的歧視。雖然同屬伊斯蘭教，但什葉派穆斯林被瓦哈比派視為異教徒或無神論者，尤其在教育與司法的歧視最為嚴重，什葉派穆斯林被禁止參軍、擔任警察等職務，甚至連出庭作證也不允許。
2011年起的叙利亚内战，結果壯大了伊斯蘭國。其後，沙國也開始介入了葉門內戰。2014年11月的阿舒拉节，有8名什葉派穆斯林在哈薩綠洲遭到槍擊身亡，蓋提夫市議員兼人權活動者Jafar Al Shayeb在當時即已預測，之後沙國什葉派與遜尼派的衝突將會更趨劇烈；他認為在萨勒曼王針對什葉派胡塞武裝組織的一連串攻擊行動後，也使得沙國內部什葉派的處境更加惡化。
一位在倫敦的什葉派批評者認為，雖然近幾年沙國政府對於什葉派的歧視略有減弱，但瓦巴比派的沙國王室，基本上與伊斯蘭國領導者的心態沒有什麼兩樣，甚至在某些教條也有相似之處，所以沙國政府一直沒有對國內兩個教派間的緊張關係，做出有效解決。迄今在沙烏地阿拉伯的遜尼派神職人員，若宣傳反什葉派的說詞，仍不會受到任何懲罰或逮捕。例如在爆炸案發生前的幾個小時，利雅德的神職人員在宣教時就曾稱，要安拉殺死所有的什葉派。

## 爆炸
根據国际财经时报的報導，有大約150人出席了在當地清真寺周五例行的主麻日祈禱。一位目擊者聲稱，至少有30人被炸死。本起自殺炸彈攻擊的結果，還導致50餘人受傷，這也是首起在沙烏地阿拉伯發生的清真寺主麻日期間自殺攻擊案。

## 責任
伊斯蘭國在網際網路上發表聲明，稱攻擊清真寺的「戰士」是他們的士兵Abu Amer Al-Najdi ，他在背後綁滿了炸藥並進行引爆。一個伊斯蘭國的推特帳戶發布了一張圖像，聲稱是襲擊者的照片。